# Mersin İdman Yurdu
Mersin İdman Yurdu is een voormalige Turkse voetbalclub uit Mersin. De club speelde zijn thuiswedstrijden in de Mersin Arena, waar 25.497 toeschouwers in kunnen. In 2018 degradeerde de club na 55 jaar uit de professionele competities. In 2019 werd bekendgemaakt dat de club vanwege schulden werd opgeheven. 

## Geschiedenis

### Oprichting
De club is opgericht op 16 augustus 1925 onder de naam Mersin Gençlerbirliği door 20 mensen. De club is de eerste club uit deze stad, en heeft al sinds het bestaan rivaliteit met: Adana Demirspor, Adanaspor en Tarsus Idman Yurdu.
De club brak echter pas door in het seizoen 1963-64 toen de club kampioen werd, en promoveerde naar de Türkiye Futbol Federasyonu 2. Lig. In het seizoen 1966-1967 werd de club kampioen van 2. Lig (nu: TFF 1. Lig) met 50 punten, 11 punten meer dan Beykoz 1908 dat op de tweede plaats stond. Dus Mersin promoveerde in 1967 voor het eerst sinds het bestaan naar de Süper Lig. De ploeg wist in het eerste seizoen in de hoogste divisie van Turkije knap een tiende plaats af te dwingen. Datzelfde seizoen werd de club kampioen van de Başbakanlık Kupası (De Premier beker). Het volgende seizoen 1968-1969 bereikte de club een zesde plaats. In het seizoen 1969-1970 eindigde de club de competitie op een vierde plaats.
Na enkele seizoenen in de middenmoot degradeerde de club in 1974. In 1976 keerde Mersin terug en werd zevende, maar het volgende seizoen degradeerde de club opnieuw. Er was nog twee keer een terugkeer voor één seizoen; in 1980/81 en 1982/83. In het laatstgenoemde seizoen werd ook de bekerfinale verloren van Fenerbahçe SK, omdat deze club kampioen werd mocht Mersin deelnemen aan de Europacup II en verloor daar nipt van het Bulgaarse Spartak Varna. 

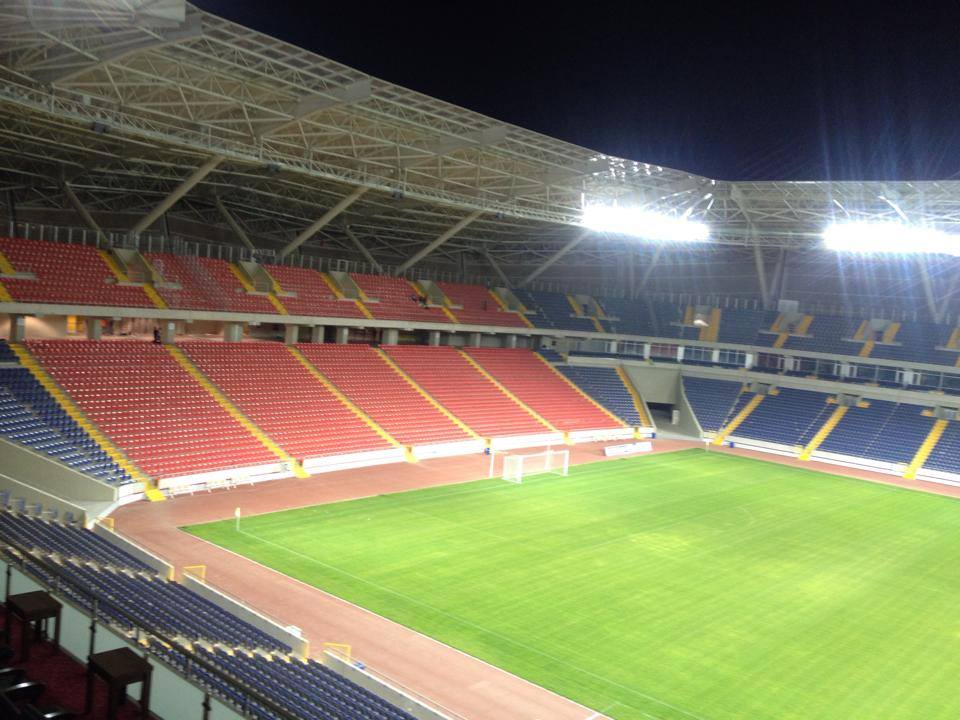
Mersin Arena

### Oprichters
| - İbrahim Yekta - İbrahim Bigam - Edip Buran - İhsan Dağıstan - Hasan Tahsin - Hamit Abey - Hakkı Cemal Üçer - Hayri Güntekin - Rauf Süleymaniyeli - Sami İstanbullu | - Semih Can - Ömer Cevdet Türkmenelili - Asım Güler - Fevzi Serdengeçti - Kazım Kırzade - Lütfi Resimci - Muhammer Yeğin - Mustafa Lütfü - Muhip Batıbeki - Necati Salim |

### Clubkleuren en logo
Toen de club nog Mersin Gençlerbirliği heette werden de eerste clubkleuren Rood en Wit. Pas toen de club de naam naar Mersin Idman Yurdu veranderde, werd er besloten om ook de clubkleuren te veranderen. De officiële clubkleuren werden: Rood en Blauw. Op het clublogo worden er rode en blauwe kleuren gezien, terwijl er in het wit Mersin Idman Yurdu, en het oprichtingsjaar: 1925 op staat. In het midden van het logo kan je nog eens de letters MIY vinden.

### 2010-heden
In het seizoen 2010-2011 wordt de club kampioen in de TFF 1. Lig, en promoveert na al die tijd terug naar de Süper Lig. In de beker wordt de club wel uitgeschakeld in de derde ronde. In 2011-2012 koopt de club Mert Nobre om zich te kunnen versterken en zo goed mogelijk te presteren in de hoogste divisie van Turkije. Mersin eindigt dat seizoen op een 13de plaats. In de Turkse beker wordt de club zoals het vorige jaar weer uitgeschakeld in de derde ronde. Deze keer verliest Mersin IY tegen Sivasspor met een 1-3 score. In het seizoen 2012/13 degradeert de club terug naar de TFF 1. Lig. Mersin wordt laatste met 22 punten, wat 7 punten minder was dan voorlaatste Orduspor. Zo zakte de club dus na twee jaar hoogste divisie terug naar de tweede divisie van het land. In het seizoen 2015/16 keerde de club terug naar de Süper Lig. Dit verblijf was slechts van korte duur. Een 18e en laatste plek betekende degradatie naar de TFF 1. Lig. De club wist zich het volgend seizoen ook niet in de TFF 1. Lig te handhaven; degradatie naar de Spor Toto 2. Lig was het gevolg.

### Erelijst
- Beker van Turkije
  - Finalist: 1983
- TFF 1. Lig
  - Kampioen: 2011

## Stadion

### Tevfik Sırrı Gürstadion

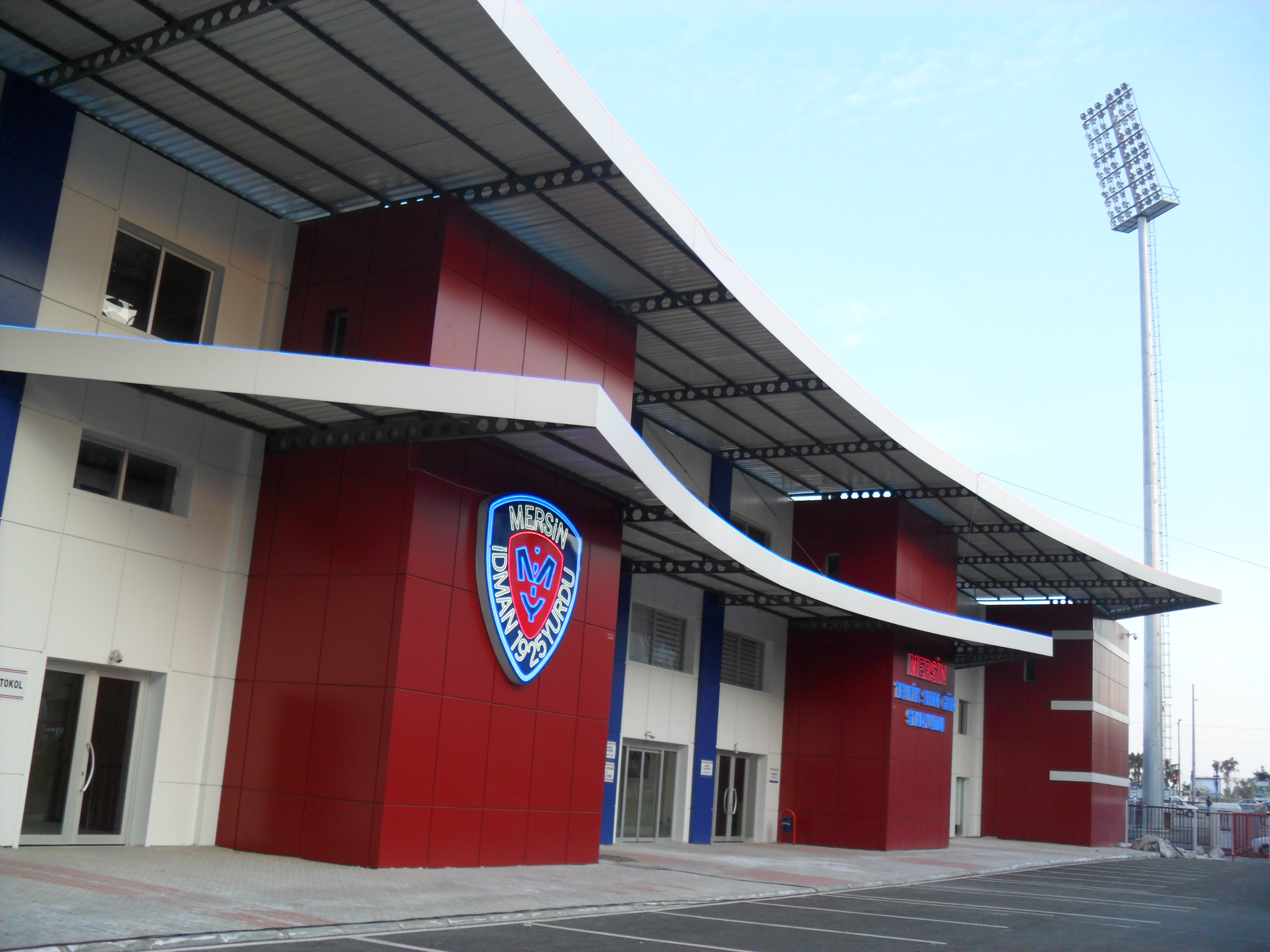
Buitenkant van Tevfik Sırrı Gürstadion.

Het Tevfik Sırrı Gürstadion diende sinds 1951 als het stadion van Mersin Idman Yurdu. Het stadion telde in totaal 17.500 zitplaatsen, en was ook nog eens vernieuwd in 2011. Zo werd de verlichting aangepast om in de hoogste divisie van Turkije te kunnen spelen. Er werd extra capaciteit gecreëerd, door enkele zitplaatsen bij te bouwen en er werd een scorebord geplaatst.

### Het nieuwe Mersin Arena
De ploeg opent op 23 maart 2014 het nieuwe Mersin Arena met een wedstrijd tegen Gaziantep Büyükşehir Belediyespor. Het stadion heeft in totaal een capaciteit van 25.534 zitplaatsen. Dit stadion werd gemaakt voor de Middellandse Zeespelen 2013, die gehouden werd in de stad Mersin.

## Supporters
De ploeg heeft een van de betere supportersgroepen van het land, genaamd: Kırmızı Şeytanlar, wat in het Nederlands: Rode Duivels betekent. De momentele leider van deze groep is Mustafa Demirtaş. Ook heeft deze club vele vrouwelijke supporters, die ook een aparte groep hebben. Deze groep heet Dişi Şeytanlar (Vrouwelijke Duivels) maar ook zijn ze bekend onder de naam Melek Yüzlü Şeytanlar, wat Duivels met Engelgezichten betekent.

## Gespeelde divisies
- Süper Lig: 1967-1974, 1976-1978, 1980-1981, 1982-1983, 2011-2013, 2015-2016
- 1. Lig: 1963-1967, 1974-1976, 1978-1980, 1981-1982, 1983-2006, 2009-2011, 2013-2015, 2016-2017
- 2. Lig: 2006-2009, 2017-

## Mersin in Europa
Uitslagen vanuit gezichtspunt Mersin
| Seizoen                                                    | Competitie   | Ronde | Land                           | Club          | Totaalscore | 1e W    | 2e W    | PUC |
| ---------------------------------------------------------- | ------------ | ----- | ------------------------------ | ------------- | ----------- | ------- | ------- | --- |
| 1983/84                                                    | Europacup II | 1R    | Vlag van Bulgarije (1971-1990) | Spartak Varna | 0-1         | 0-0 (T) | 0-1 (U) | 1.0 |
| Totaal aantal behaalde punten voor UEFA coëfficiënten: 1.0 |              |       |                                |               |             |         |         |     |

## Bekende (ex-)spelers
Turken
- Osman Arpacıoğlu
- Mustafa Sarp
- Yaser Yıldız
- Ozan Ipek
- Önder Turacı
- Orkun Uşak
- Ibrahim Kaş

Argentijnen
- Emmanuel Culio

Azerbeidzjanen
- Ernani Pereira

Brazilianen
- Mert Nobre
- André Moritz
- Ivan de Souza

Ghanezen
- Matthew Amoah

Guinees
- Ibrahim Yattara

Serviërs
- Milan Stepanov

Nederlanders
- Chris David

Bulgaren
- Nikolaj Michajlov